# 6-Stunden-Rennen von Vallelunga 1980

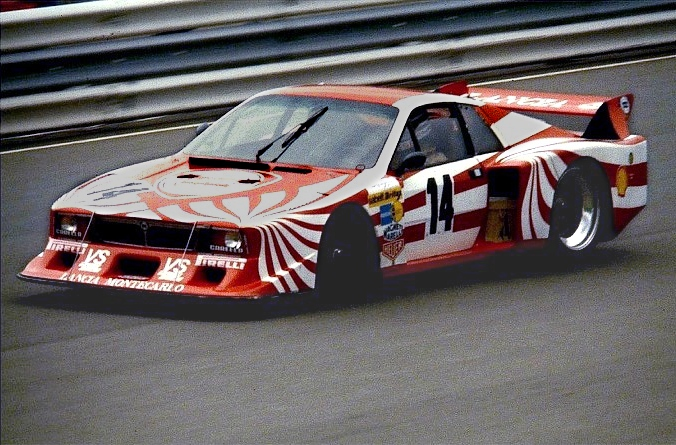
Lancia Beta Montecarlo Turbo

Das 6-Stunden-Rennen von Vallelunga 1980, auch 6 Ore di Vallelunga, Vallelunga, fand am 7. September auf dem Autodromo Vallelunga statt und war der 15. Wertungslauf der Sportwagen-Weltmeisterschaft dieses Jahres.

## Das Rennen
Der dritte Gesamtrang von Riccardo Patrese und Eddie Cheever im Lancia Beta Montecarlo Turbo reichte Lancia zum ersten Gewinn der Marken-Weltmeisterschaft. Das bei großer Hitze ausgetragene Rennen endete mit dem überraschenden Erfolg von Giorgio Francia und Roberto Marazzi im 2-Liter-Osella PA8. Vier Runden hinter den Siegern kamen Siegfried Brunn und Derek Bell im zehn Jahre alten Porsche 908/3 als Gesamtzweite ins Ziel.

## Ergebnisse

### Schlussklassement
| 1                  | S 2.0   | 42 | Giorgio Francia        | Giorgio Francia Roberto Marazzi                              | Osella PA8                   | 271 |
| 2                  | S + 2.0 | 82 | Siegfried Brunn        | Siegfried Brunn Derek Bell                                   | Porsche 908/3                | 267 |
| 3                  | Gr. 5   | 1  | Lancia Corse           | Riccardo Patrese Eddie Cheever                               | Lancia Beta Montecarlo Turbo | 266 |
| 4                  | Gr. 5   | 4  | Weralit-Elora Team     | Edgar Dören Jürgen Lässig                                    | Porsche 935K3                | 263 |
| 5                  | S 1.6   | 74 | Torino Corse           | Silvano Frisori Ruggero Parpinelli                           | Osella PA6                   | 262 |
| 6                  | S 2.0   | 43 | Escolette              | Claudio Francisci Carlo Franchi                              | Osella PA8                   | 262 |
| 7                  | Gr. 5   | 2  | Sportwagen             | Henri Pescarolo Jürgen Barth                                 | Porsche 935/77A              | 260 |
| 8                  | Gr. 5   | 21 | Lancia Corse           | Giorgio Pianta Bernard Darniche                              | Lancia Beta Montecarlo Turbo | 260 |
| 9                  | S 1.6   | 71 | Jolly Club             | Christiano del Balzo Carlo Giorgio Antonio Bernardini        | Lola T296                    | 236 |
| 10                 | GT      | 14 | Richard Cleare Racing  | Tony Dron Richard Cleare                                     | Porsche 934                  | 234 |
| 11                 | GT      | 9  | Lubrifilm Racing Team  | Angelo Pallavicini Peter Bernhard                            | Porsche 934                  | 234 |
| 12                 | S 1.6   | 76 | Salvatore Pellegrino   | Salvatore Pellegrino Vito Carone                             | Osella PA7                   | 230 |
| 13                 | Gr. 5   | 28 | Tuff-Kote Dinol Racing | Jan Lundgårdh Eberhard Braun                                 | Porsche 935 L1               | 225 |
| 14                 | Gr. 5   | 27 | Jacques Berenger       | Pierre-François Rousselot Jacques Berenger Charles Geeraerts | BMW 320i                     | 216 |
| 14                 | Gr. 5   | 27 | Jacques Berenger       | Pierre-François Rousselot Jacques Berenger Charles Geeraerts | BMW 320i                     | 216 |
| 15                 | Gr. 5   | 31 | Luigi Rampa            | Luigi Rampa Luciano Galluzzo                                 | Alfa Romeo GTA               | 203 |
| Ausgefallen        |         |    |                        |                                                              |                              |     |
| 16                 | S 2.0   | 53 | Pasquale Barberio      | Pasquale Barberio Paolo Giangrossi                           | Osella PA6                   | 204 |
| 17                 | Gr. 5   | 23 | Jolly Club             | Carlo Facetti Martino Finotto Manfred Mohr                   | Lancia Beta Montecarlo Turbo | 192 |
| 18                 | GT      | 11 | Jolly Club             | Sergio Rombolotti Claudio Magnani                            | Ferrari 308 GTB              | 154 |
| 19                 | S + 2.0 | 81 | Escolette              | Renzo Zorzi Luigi Moreschi                                   | Capoferri M1                 | 130 |
| 20                 | S 1.6   | 77 | Escolette              | Maurizio Cavalli Franco Forini                               | Chevron B31                  | 112 |
| 21                 | S 1.6   | 72 | Maurizio Gellini       | Maurizio Gellini Luigino Grassi                              | Chevron B31                  | 108 |
| 22                 | S 2.0   | 54 | Vito Veninata          | Vito Veninata Giovanni Cascone                               | Osella PA6                   | 94  |
| 23                 | Gr. 5   | 22 | Lancia Corse           | Piercarlo Ghinzani Andrea de Cesaris                         | Lancia Beta Montecarlo Turbo | 86  |
| 24                 | Gr. 5   | 29 | Giuseppe Piazzi        | Sandro Cinotti Giuseppe Piazzi Leandro La Vecchia            | Fiat X1/9                    | 83  |
| 25                 | S 2.0   | 48 | Escolette              | Arcadio Pezzali Francesco Cerulli-Irelli                     | Osella PA7                   | 83  |
| 26                 | S 2.0   | 49 | François Sérvanin      | François Sérvanin Laurent Ferrier                            | Lola T298                    | 67  |
| 27                 | S 2.0   | 41 | Scuderia Torino Corse  | Vittorio Brambilla Lella Lombardi                            | Osella PA8                   | 50  |
| 28                 | GT      | 7  | Marco Curti            | Aldo Cerruti Marco Curti                                     | De Tomaso Pantera            | 38  |
| 29                 | S 1.6   | 75 | Pasquale Vecchione     | Ciro Nappi Pasquale Vecchione                                | Osella PA8                   | 34  |
| 30                 | Gr. 5   | 6  | Maurizio Micangeli     | Maurizio Micangeli Carlo Pietromarchi                        | De Tomaso Pantera            | 30  |
| 31                 | Gr. 5   | 25 | Eggenberger Motorsport | Enzo Calderari Willi Spavetti Marco Vanoli                   | BMW 320i                     | 17  |
| 32                 | S 2.0   | 56 | Mennato Boffa          | Mennato Boffa Roberto Arfe                                   | Osella PA6                   | 17  |
| 33                 | S 2.0   | 45 | Fabio Siliprandi       | Fabio Siliprandi Arcadio Pezzali Mario Casoni                | Lucchini                     | 11  |
| Nicht gestartet    |         |    |                        |                                                              |                              |     |
| 34                 | Gr. 5   | 5  | Jolly Club             | Giancarlo Gagliardi Carlo Facetti                            | Ferrari 308 GTB Turbo        | 1   |
| 35                 | S 2.0   | 44 | Pasquale Anastasio     | Pasquale Anastasio Giampaolo Ceraolo                         | Osella PA7                   | 2   |
| 36                 | S 2.0   | 52 | Dino Ridolfi           | Dino Ridolfi Giancarlo Naddeo                                | Lola T298                    | 3   |
| 37                 | S 1.6   | 73 | Ranieri Randaccio      | Ranieri Randaccio Christiano del Balzo                       | Chevron B19                  | 4   |
| Nicht qualifiziert |         |    |                        |                                                              |                              |     |
| 38                 | ser. GT | 15 | Ivana Giustri          | Ivana Giustri Bruno Bocconi                                  | Porsche 930                  | 5   |

1 Turboladerschaden im Training
2 nicht gestartet
3 nicht gestartet
4 nicht gestartet
5 nicht qualifiziert

### Nur in der Meldeliste
Hier finden sich Teams, Fahrer und Fahrzeuge, die ursprünglich für das Rennen gemeldet waren, aber aus den unterschiedlichsten Gründen daran nicht teilnahmen.
| Pos. | Klasse | Nr. | Team                     | Fahrer                                               | Chassis         |
| ---- | ------ | --- | ------------------------ | ---------------------------------------------------- | --------------- |
| 39   | Gr. 5  | 3   | Charles Ivey Racing      | Dudley Wood John Cooper Edgar Dören                  | Porsche 935K3   |
| 40   | GT     | 8   | Jacques Guérin           | Jacques Guérin Fréderic Alliot                       | Porsche 934     |
| 41   | GT     | 12  | Sergio Rombolotti        | Peppino Zonca                                        | Porsche 934     |
| 42   | Gr. 5  | 24  |                          | Umberto Grano                                        | BMW 320i        |
| 43   | Gr. 5  | 26  | Richard Jenvey           | Richard Jenvey Lawrie Hickman                        | Lotus Esprit S1 |
| 44   | S 2.0  | 46  | Charles Graemiger        | Daniel Brillat                                       | Cheetah G602    |
| 45   | S 2.0  | 51  | Dominique Lacaud         | Dominique Lacaud Erik Pollini                        | Lola T298       |
| 46   | S 2.0  | 55  | Torino Corse             | Marco Onori Maurizio Orsi                            | Osella PA8      |
| 47   | S 2.0  | 57  |                          | Gennaro di Tonno Gennaro Crisci Giovanni Tagliaferri | Osella PA5      |
| 48   | S 2.0  | 58  | Dorset Racing Associates | Peter Clark                                          | Lola T297       |
| 49   | S 2.0  | 62  | Angelo Giliberti         | Angelo Giliberti                                     | Osella PA8      |
| 50   | S 1.6  | 78  | Gerardo Vatielli         | Gerardo Vatielli                                     | Osella PA6      |

### Klassensieger
| Klasse  | Fahrer           | Fahrer             | Fahrzeug                     | Platzierung im Gesamtklassement |
| ------- | ---------------- | ------------------ | ---------------------------- | ------------------------------- |
| S + 2.0 | Siegfried Brunn  | Derek Bell         | Porsche 908/3                | Rang 2                          |
| S 2.0   | Giorgio Francia  | Roberto Marazzi    | Osella PA8                   | Gesamtsieg                      |
| S 1.6   | Silvano Frisori  | Ruggero Parpinelli | Osella PA6                   | Rang 5                          |
| Gr. 5   | Riccardo Patrese | Eddie Cheever      | Lancia Beta Montecarlo Turbo | Rang 3                          |
| GT      | Tony Dron        | Richard Cleare     | Porsche 934                  | Rang 10                         |

### Renndaten
- Gemeldet: 50
- Gestartet: 33
- Gewertet: 15
- Rennklassen: 5
- Zuschauer: unbekannt
- Wetter am Renntag: heiß und trocken
- Streckenlänge: 3,200 km
- Fahrzeit des Siegerteams: 6:01:13,500 Stunden
- Gesamtrunden des Siegerteams: 271
- Gesamtdistanz des Siegerteams: 867,200 km
- Siegerschnitt: 144,043 km/h
- Pole Position: Giorgio Francia – Osella PA8 (#42) – 1:12,600 = 159,867 km/h
- Schnellste Rennrunde: Vittorio Brambilla – Osella PA8 (#41) – 1:15,100 = 153,395 km/h
- Rennserie: 14. Lauf zur Sportwagen-Weltmeisterschaft 1980